# جان لوك ساندوز
جان لوك ساندوز ، مواليد 1960 في مونتاندون (Montandon)، مهندس فرنسي سويسري وخبير في صناعة الأخشاب. أسس العديد من الشركات في مجال الهندسة والتصنيع والبناء والخبرة، وكلها مرتبطة بالخشب. سابقًا، كان أستاذًا ومحاضرًا في مدرسة لوزان الاتحادية للفنون التطبيقية (EPFL). 

## حياة مهنية
ولد لعائلة من المزارعين في منطقة Haut-Doubs ، وتعرّف على مادة الخشب، بدءًا من شهادة التدريب المهني في النجارة، تليها BEP (شهادة التدريب المهني) في صناعة الخزانات، قبل الانضمام إلى Lycée Bois de Mouchard في 1976، حيث حصل على BTS (شهادة تدريب مهني) في البناء الخشبي. 
بعد الدراسة في ENSTIB (المدرسة الوطنية العليا للتقنيات وصناعات الخشب)، في عام 1985، بدأ أطروحته حول موضوع الموجات فوق الصوتية والقوة الميكانيكية للخشب، تحت إشراف Julius Natterer في EPFL . حصل على درجة الدكتوراه في عام 1990 عن أطروحته بعنوان "Triage et fiabilité des bois de construction: validité de la méthode ultrason" (فرز وموثوقية خشب البناء: صلاحية طريقة الموجات فوق الصوتية).
واصل البحث في IBOIS (مختبر البناء الخشبي) في EPFL بشكل رئيسي في مجالين: التقنيات غير المدمرة لقياس الجودة الميكانيكية للمواد الخشبية وتحسين الهياكل الخشبية للتطبيق في المباني الكبيرة. 
في عام 1993،  عُيَّن أستاذًا مساعدًا في EPFL لتقوية البحث والتدريس في مجال الهياكل الخشبية. جنبا إلى جنب مع Julius Natterer و Martial Rey ، قام ساندوز بتأليف الكتاب "Construction en Bois" («خشب البناء» الذي بقى في الطباعة منذ صدوره في عام 1996 (20 طبعات جديدة).
خلال هذه الفترة قام بتنظيم العديد من الندوات الدولية من بينها «ندوة الاختبارات غير المدمرة للخشب» و «المؤتمر العالمي لهندسة الأخشاب». 
سجل ساندوز عدة براءات اختراع مثل جهاز لقياس خصائص الخشب باستخدام الموجات فوق الصوتية (Sylvatest)،  وتطبيق لقياس أعمدة خشبية للكهرباء وخطوط الهاتف العلوية (K-Store & Polux)،  ، وكذلك لبناء الألواح الخشبية والخشبية-الخرسانية المختلطة مثل هيكل مبنى أريان (Charpente Ariane).
في عام 1999، ترك ساندوز العالم الأكاديمي ليكرس نفسه لشركته.
في عام 2021، ستصل مجموعته إلى 30 عامًا على أساس الابتكار في الخبرة في مجال الأخشاب والبناء.

## الهياكل الخشبية
يدمج ساندوز الخشب في جميع أنواع الهياكل والمباني ويحسن الامتدادات والارتفاعات، فضلاً عن الأداء الحراري والصوتي. نال العديد من مشاريعه جوائز مختلفة.  
أمثلة على هياكل ساندوز:
- للمعرض الوطني السويسري Expo.02 في عام 2002، قام بتصميم وبناء المنصات البحرية التي تم وضعها على بحيرتي نوشاتيل وبيال لإيواء أجنحة المعرض المؤقتة. مصنوع من الخشب المحلي، تم تفكيك الهيكل الخشبي بالكامل وإعادة استخدامه بعد فترة المعرض.
- في 2006-2007، تأكد على أداء الهيكل الخشبي للمدينة المحرمة في بكين [21]
- في عام 2017، تعاون في بناء مركز غيانا للفضاء وساعد في توصيف واستخدام الأخشاب المحلية من غابة الأمازون.[22]
- في عام 2019، استخدم الخشب لتكسية مبنى Vortex في لوزان، الذي استخدم كالقرية الأولمبية لدورة الألعاب الأولمبية الشتوية للشباب لعام 2020 في لوزان قبل تولي وظيفته الحالية كمسكن للطلاب.

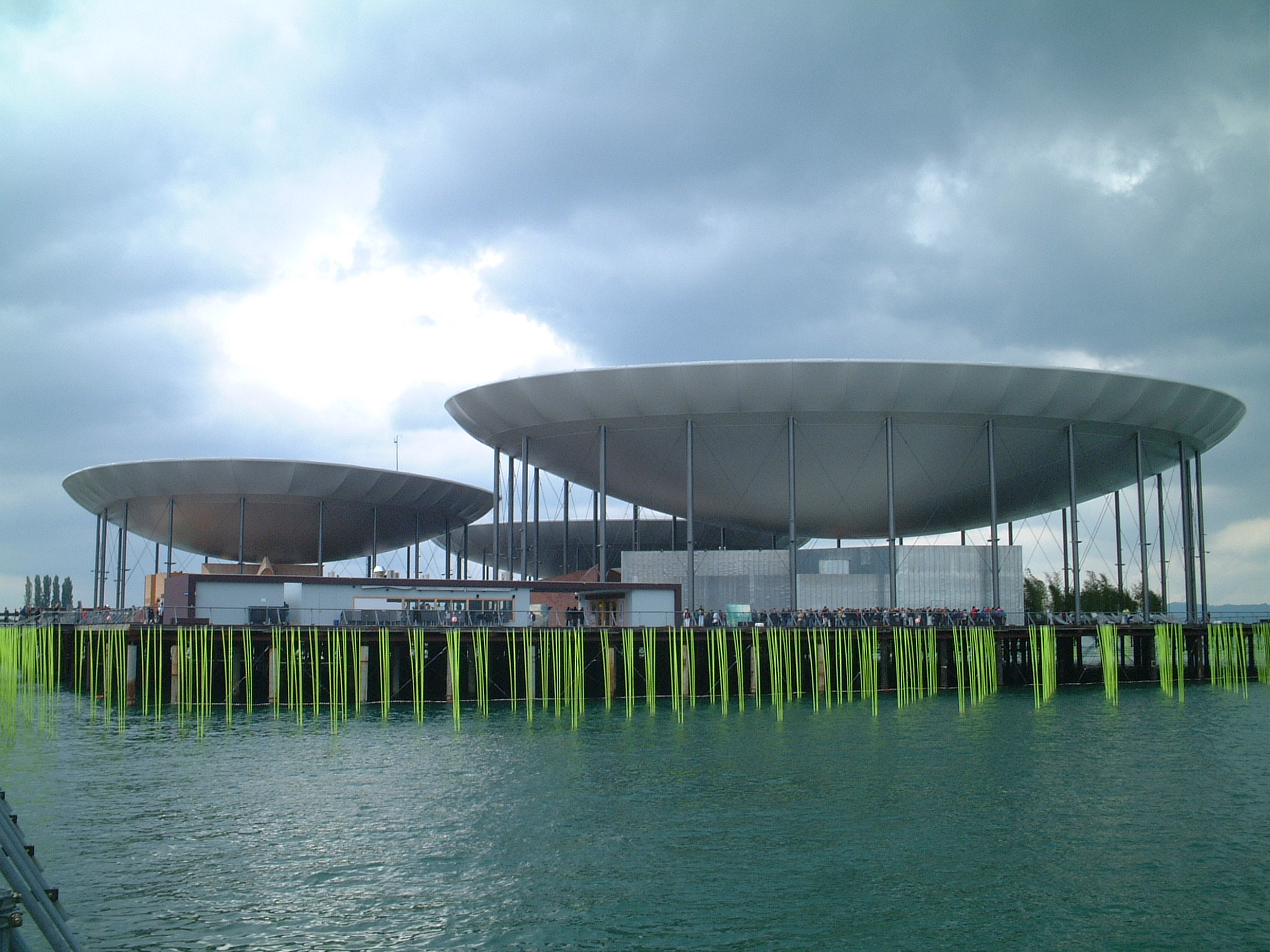
Expo.02 في نوشاتيل
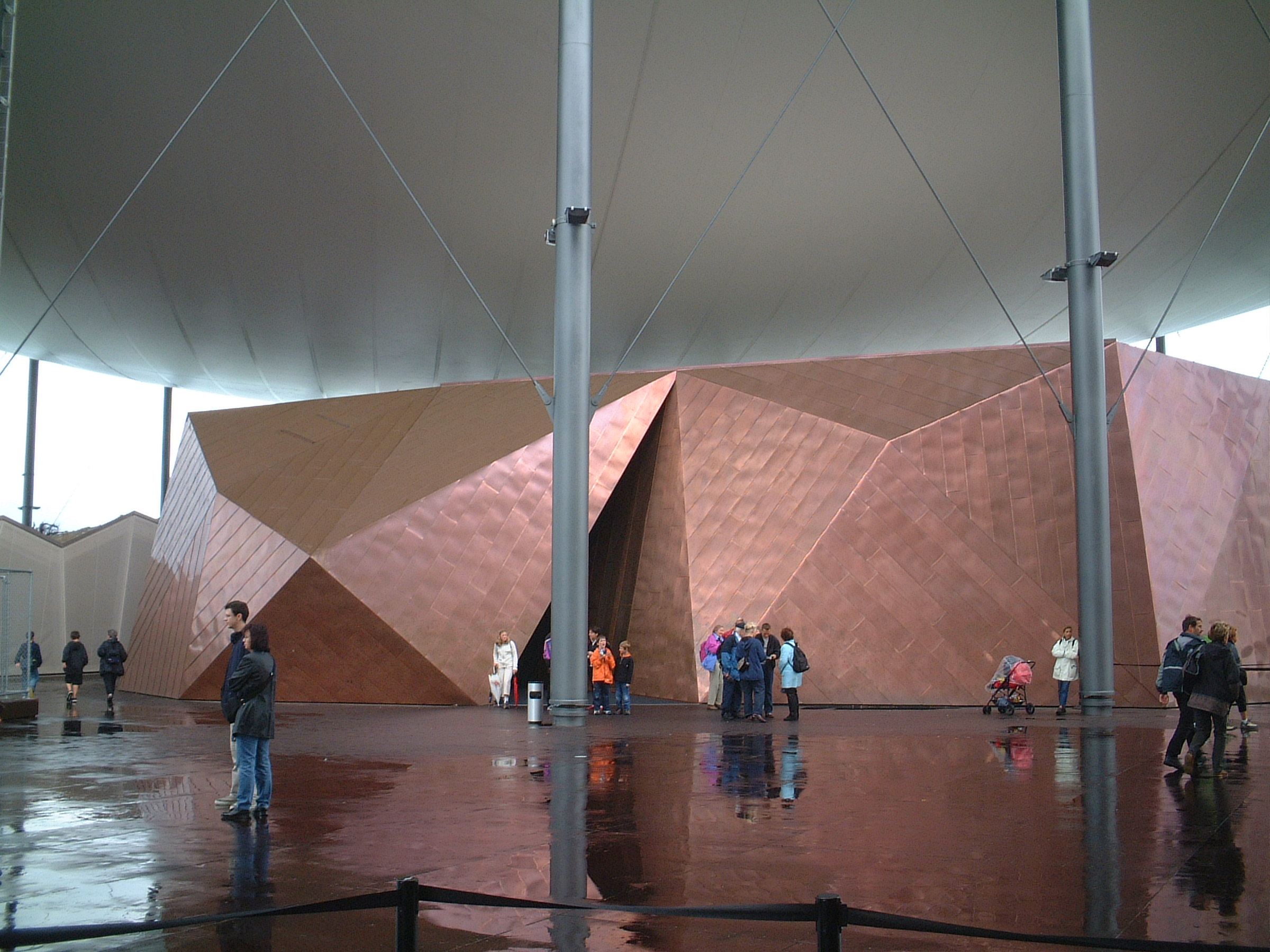
Expo.02 في نوشاتيل
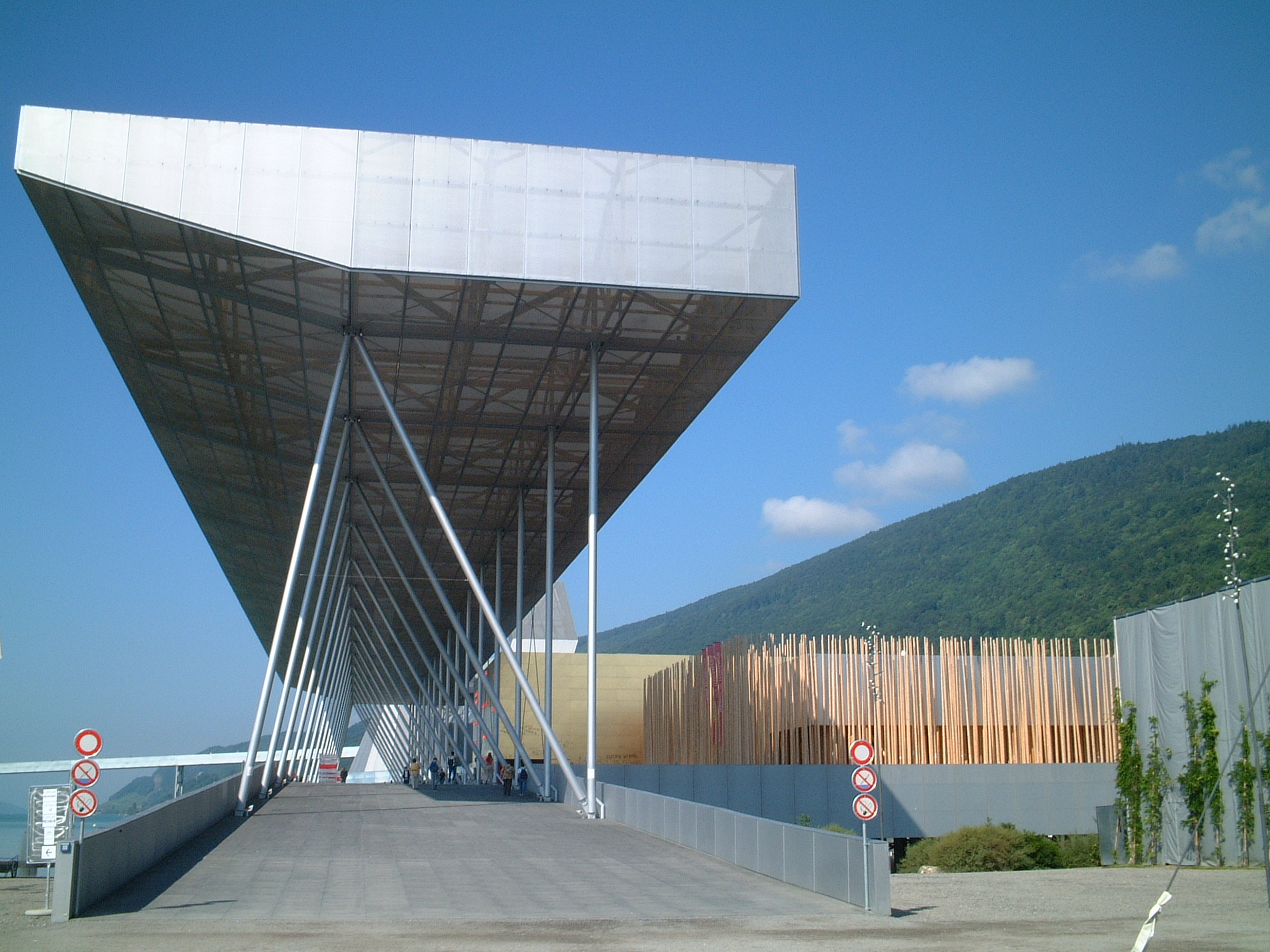
Expo.02 في بيال
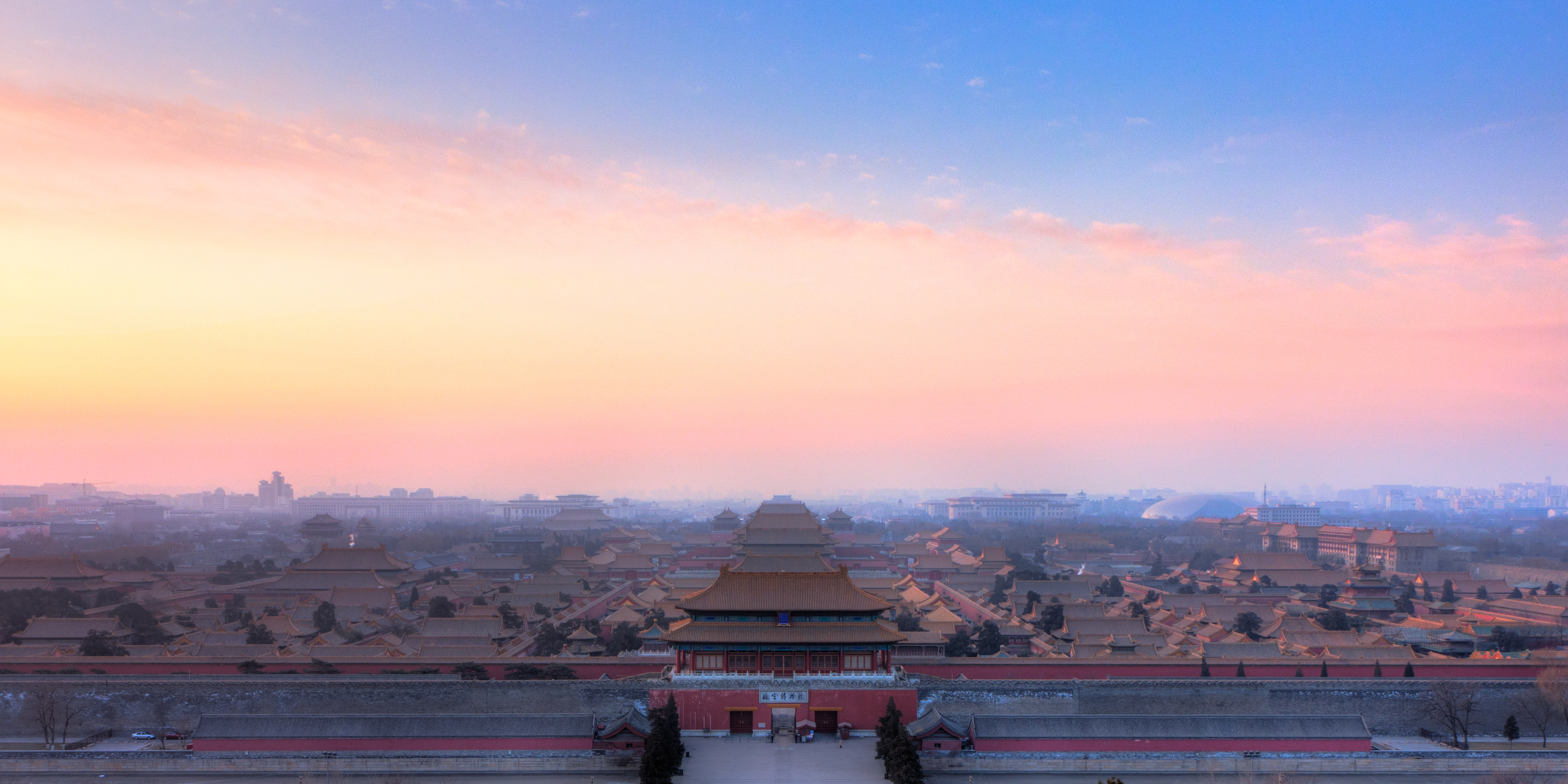
المدينة المحرمة في بكين
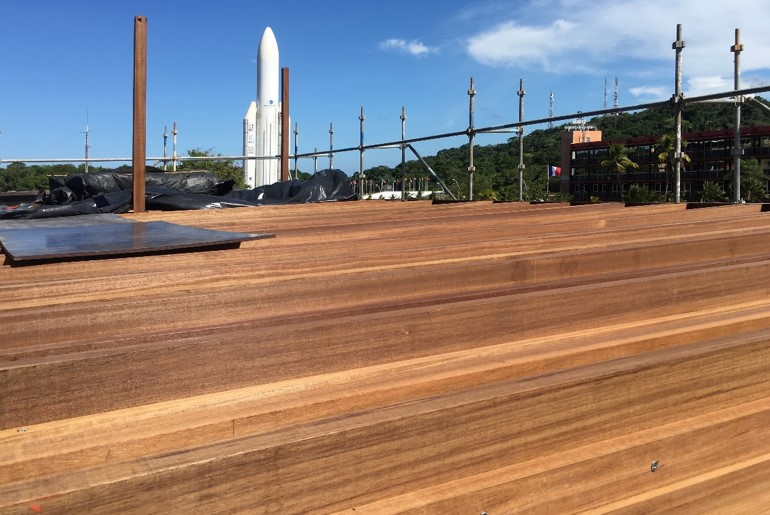
توصيف الخشب في مركز غيانا للفضاء في كوروا في غويانا الفرنسية
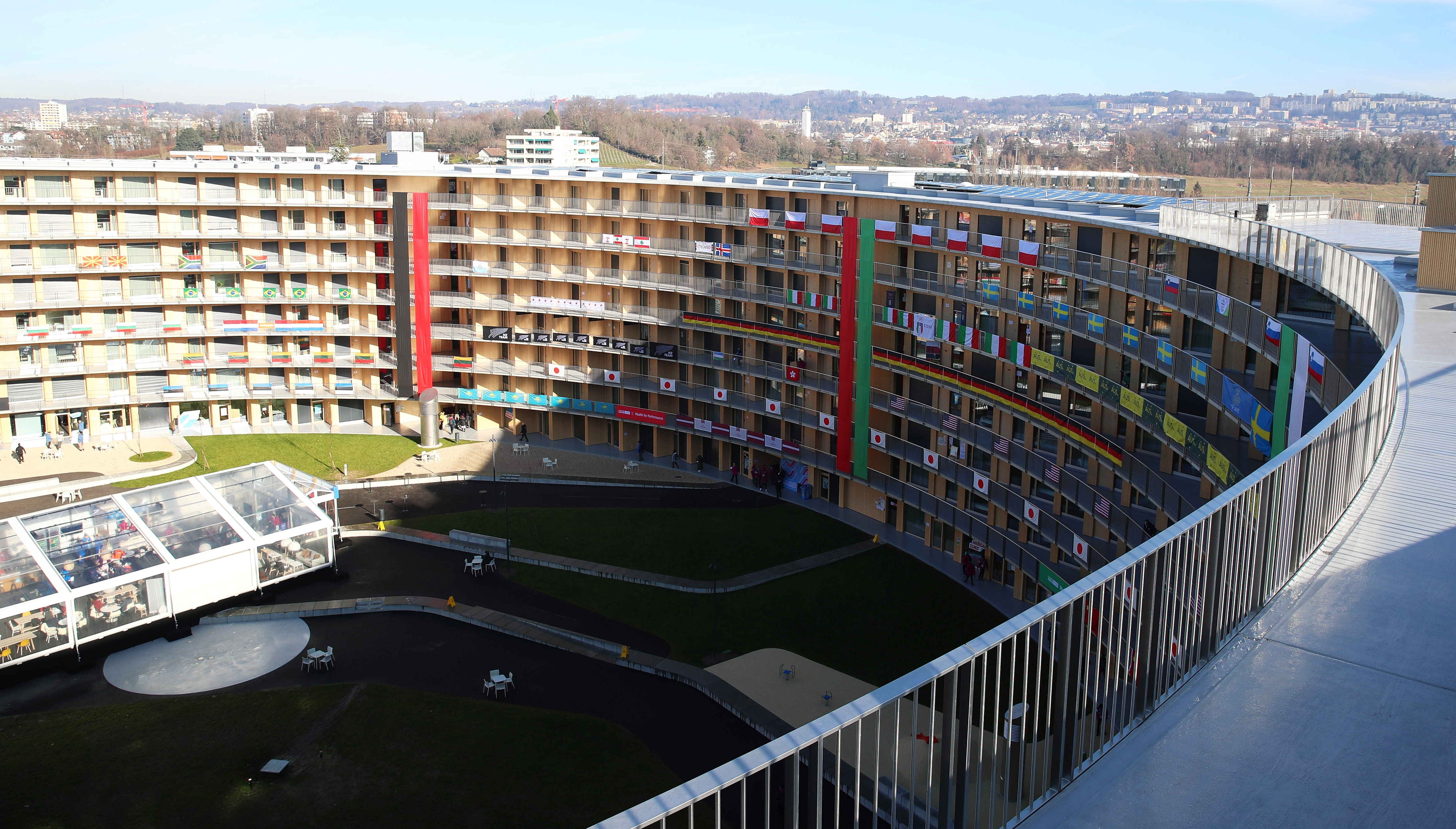
واجهة خشبية في مبنى Vortex في لوزان

## فلسفة مسؤولة تجاه المحيط الحيوي

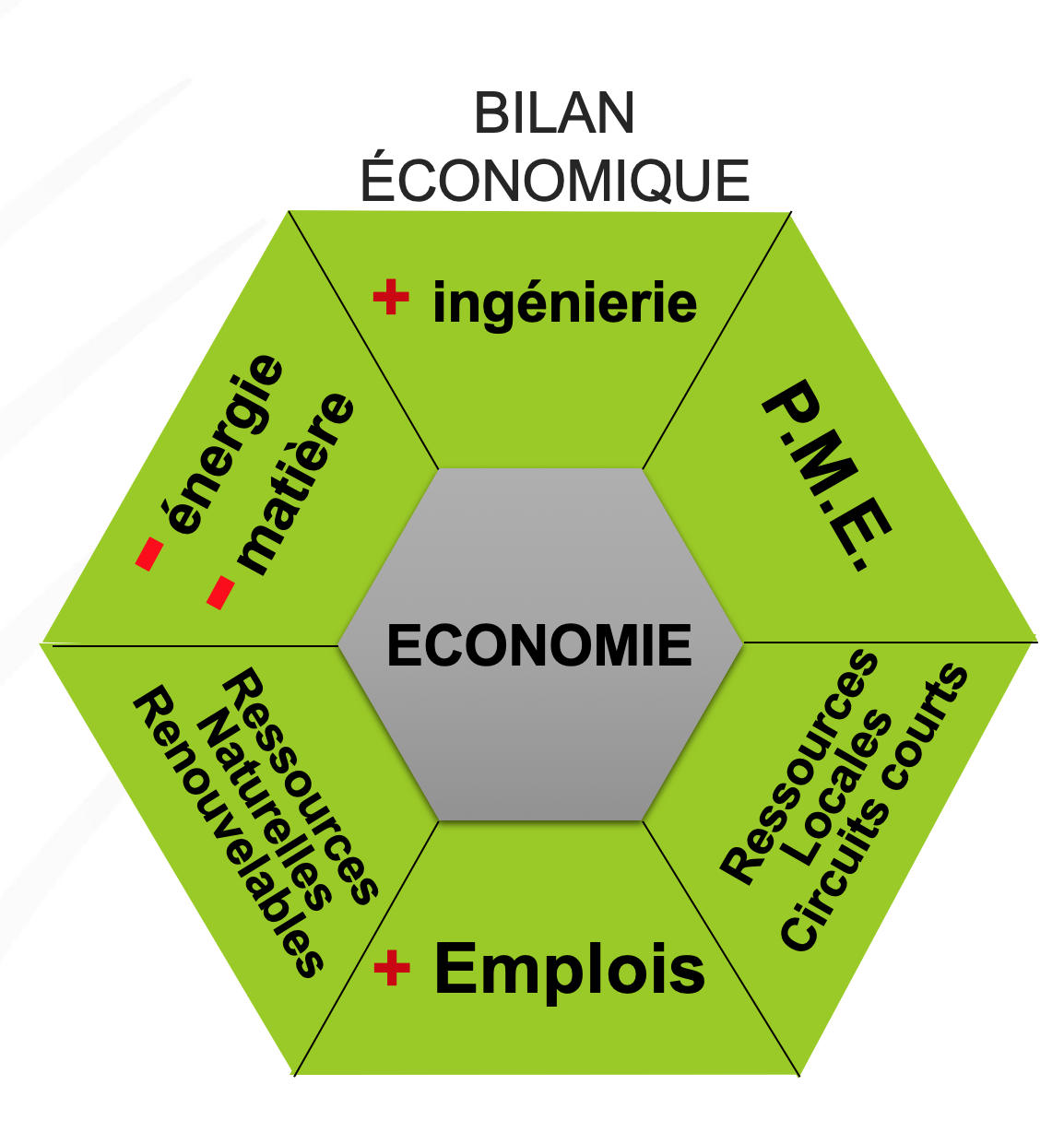
"المزيد من الهندسة، أقل من المواد، المزيد من الوظائف، أقل من الطاقة المهدر"

تستند فلسفته الملتزمة منذ بداية حياته المهنية بالتنمية المستدامة الحقيقية، على شعار: "Plus d'ingénierie, moins de matière, plus d'emplois, moins d'énergies gaspillées" ("المزيد من الهندسة، أقل من المواد، المزيد من الوظائف، أقل من الطاقة المهدرة"). إن تحسين المادة، محليًا قدر الإمكان، بهدف الاقتصاد والبيئة، متجذر في الوعي القوي بمحدودية الموارد على الأرض. تم الاستشهاد به كمثال الواجب اتباعه من قبل الخبراء العلميون في الاتحاد الدولي للحفاظ على الطبيعة، وهي منظمة غير حكومية مقرها في سويسرا، عندما طرح أنظمة بناء مصنوعة من الخشب، معظمها من الخشب المحلي، في الغالب بدون غراء، ومعظمها محسوب جيدًا، ما يعني أن تم تحسينها حسب مواصفات المباني بهدف توفير المواد حتى لو كانت من مصادر حيوية ومتجددة. ويكرر في محاضراته أن "الخشب مادة متجددة بالتأكيد، لكن يجب عدم هدرها أو نقعها في منتجات سامة". ويضيف أن "القيمة المضافة المقدمة عبر سلسلة القيمة في صناعة الأخشاب، من المنبع إلى المصب، تجعل من الممكن ضمان الوظائف والمساهمات الاجتماعية.

## أعمال محددة
- Sandoz، J. L. (فبراير 1989). "Grading of construction timeber by ultrasound". Wood Science and Technology. ج. 23 ع. 1: 95–108. DOI:10.1007/bf00350611. ISSN:0043-7719. مؤرشف من الأصل في 2023-11-15.
- Sandoz، J.L. (يوليو 1993). "Moisture content and temperature effect on ultrasound timber grading". Wood Science and Technology. ج. 27 ع. 5. DOI:10.1007/bf00192223. ISSN:0043-7719. مؤرشف من الأصل في 2023-04-09.
- Construction en bois : matériau, technologie et dimensionnement. Julius K. Ingénieur civil, Allemagne, Suisse, - Natterer, Jean-Luc Ingénieur, - Sandoz, Martial Rey, Maurice Fiaux, Julius K. Civil engineer, Germany, Switzerland, - Natterer, Julius K. Bauingenieur, Deutschland, Schweiz, - Natterer (ط. 2e éd. rev. et augm. ; éd. broché). Lausanne: Presses Polytechniques et Universitaires Romandes. 2011. ISBN:978-2-88074-949-1. OCLC:786446200. مؤرشف من الأصل في 2023-05-26.{{استشهاد بكتاب}}:  صيانة الاستشهاد: آخرون (link)